# Каневский, Леонид Ильич
Леонид Ильич (Израилевич) Каневский (укр. Леонід Ілліч Каневський; 30 декабря 1934 года, Киев)— советский спортсмен, украинский и советский тренер по академической гребле. За 60-летний срок работы в Киевской городской организации «Динамо» Леонид Ильич удостоен звания Заслуженный тренер Украинской ССР, заслуженный тренер СССР (1981), мастер спорта по академической гребле. За заслуги в развитии спорта награждён медалью олимпийского комитета, а также почетным орденом Центрального совета «Динамо» «За заслуги».
С 1971 по 1991 гг. — государственный тренер спортивного комитета СССР по Украине, тренер сборной команды Советского Союза. Среди его воспитанников (большинство из них пришли учиться к Леониду Ильичу ещё школьниками) — призёры XXII (Москва), XXIV (Сеул), XXVIII (Афины) Олимпийских Игр, чемпионы и призёры чемпионатов мира 1979 и 1981 гг., молодёжных чемпионатов мира 1960, 1973 и 1978 гг., чемпионы Европы 1995 г., неоднократные победители чемпионатов СССР и Украины и международных соревнований. За почти 60-летнюю работу тренером он подготовил 10 заслуженных мастеров спорта, 15 мастеров спорта международного класса, 29 мастеров спорта, 28 чемпионов Украины и Советского союза.

## Детство
Детство закончилось с началом Великой Отечественной войны. 21 июня над городом летал немецкий самолёт разведчик, а 22 июня Киев начали бомбить, и началась война. Отец, Израиль Яковлевич, сразу был мобилизован и ушёл на фронт, семья эвакуировалась в Узбекистан. Старшему из трёх братьев Леониду в то время было 6 лет, Виктору (будущему капитану футбольной команды «Динамо» Киев) — 4 и самому младшему Валерию — 2 года. В эвакуации с семьёй оказалась дочь двоюродного брата отца — двухлетняя Алла Балтер, впоследствии Заслуженная артистка РСФСР (1990), Народная артистка Российской Федерации (1998), мать которой, музыкант, выступала с фронтовыми бригадами артистов на фронте. В эвакуации тяжело заболела сыпным тифом мать Леонида, Александра Ивановна, и вся тяжесть по спасению семьи от голода легла на плечи родной сестры Якубенко Галины Ивановны, а опека над Виктором, Валерием и Аллой — на плечи малолетнего Лёни.

## Юность
В 1949 году Леонид Ильич стал работать учеником печатника в типографии Академии Архитектуры УССР и продолжал учиться в вечерней школе рабочей молодёжи.
В 1952 году — перешёл работать в бригаду верхолазов. Ещё в юности у него проявилась любовь к спорту и потребность в тренировках совмещения работы и спорта способствовала укреплению здоровья и высокой производственной деятельности. Самым значительным событием того времени Леонид Ильич считает прием в члены КПСС (1953) ведь при жизни И. В. Сталина в партию коммунистов принимали действительно самых лучших, передовых рабочих. С юности и через всю жизнь Леонид пронес любовь к спорту потребность в регулярных тренировках. Напряженная работа и спорт приучили его достигать самых высоких результатов в труде и спорте. Леонида всегда привлекала водная стихия. В 1951 году Леонид стала заниматься академической греблей в спортивном обществе «Локомотив» у тренера Лемешко Аллы Николаевны, а со временем перешёл в Киевский городской совет «Динамо» с которым связал всю свою дальнейшую жизнь.
Тренером Каневского в «Динамо» стал Ганкевич Леонид Дмитриевич, он много дал ему как тренер и действующий спортсмен для роста спортивных результатов. Личные спортивные достижения Леонида: Чемпион и призёр чемпионатов «Динамо» и «Буревестник» Совмещая, работу и спорт Леонид Ильич поступил на заочное отделение Киевского Государственного Института физической культуры и спорта, закончил в 1964 году.
С 1960 года Леонид Ильич стал работать тренером в «Динамо», он понимал, что без знаний физиологии и медицины, биомеханики спорта нельзя достичь высоких результатов глубокие знания полученные в ВУЗе подтвердила написанная им научная работа «Изометрические упражнения для развития силы в академической гребле» выводы из которой постоянно использовали его ученики и применяли в учебно-тренировочном процессе.

## Тренерская карьера
Карьера тренера началась в 1960 году, а уже в 1961—1963 были достигнуты высокие результаты, академическая лодка 8-ка стала серебряным призёром, а в 1965 победителем первенства СССР среди юниоров. Леонид Ильич постоянно повышал свои теоретические знания, в доме хранится большая библиотека спортивных изданий по технике, тактике академической гребле и других видов спорта, монографии по физиологии и биомеханике спорта Леонид один из немногих тренеров ещё до конца не услышав вопрос по гребле, уже давал готовый ответ. Леонид не знал что многие задачи невыполнимы — брал и решал их. Преодолевая многие трудности, к Чемпионату Мира 1973 года (Ноттингем, Англия) среди юниоров подготовил сразу 3 лодки: 4-ка с рулевым (Загребной Михаил Козлов) — бронзовые медали, 2-ка без рулевого (Нарижный, Завадский) — серебряные медали, 2-ка с рулевым — 4 место и это при том что в программе чемпионата Мира было всего 7 категорий спортивных лодок. В 1975 году в Монреале на чемпионате мира в составе 8-ки завоевали серебряные медали воспитанники Леонида Каневского (Александр Ткаченко и Леонид Тищенко), а уже в 1978 году они же с Константином Солодким и Александром Манцевичем завоевали 1-е место в заезде 4-ок, с рулевым и стали чемпионами мира среди юниоров (Белград, Югославия — Сербия).
На базе этой 4-ки была укомплектована 8-ка в составе сборной команды СССР, которая на чемпионате мира 1979 года (Блед, Югославия — Словения) заняла 3 место. 8-ка СССР лидировала в первом старте финального заезда до отметки 1200 метров, дальнейшее продвижение лодок остановила стая лебедей, опустившихся на гладь озера Блейско, и был дан рестарт. Переукомплектованная 8-ка в составе: Игорь Майстренко, Александр Манцевич, Александр Ткаченко, Андрей Тищенко, Андрей Лугин, Ионас Пинскус, Ионас Нормантас, Виктор Кокошин и рулевой Григорий Дмитренко на Олимпийских играх в Москве заняли 3-е место, завоевав бронзовые медали. Очень убедительными были выступления спортсменов в 1981 году, на чемпионате Советского союза они заняли первые места в 4-ке с рулевым и 8-ке и победили на чемпионате мира (Мюнхен, ФРГ). В течение многих лет в составе 8-ки проходили подготовку и выступали в соревнованиях спортсмены херсонского «Динамо»: Николай Комаров и Павел Гурковский в дальнейшем чемпионы СССР в двойке с рулевым и серебряные призёры Олимпийских игр (Сеул, Южная Корея, 1988 год). Высочайшую скорость в 2-ке с рулевым показывали чемпионы СССР 1989 года Виталий Кролицкий и Роман Терещенко, но из-за болезни обоих спортсменов на чемпионате мира они не участвовали.
С образованием независимой Украины Леонид Ильич Каневский стал работать в Министерстве молодёжи и спорта, старшим тренером по академической гребле вновь созданная уже украинская команда 8-ка на чемпионате Европы (Хазевинкель, Бельгия) в 1995 году завоевала золотые медали. Осенью 1995 года на чемпионате мира в Хельсинки восьмёрка завоевала путевку для участия на олимпийских играх в США, Атланта.
Брат — футболист Виктор Израилевич Каневский.
Умер 19 июля 2014 года. Похоронен на Байковом кладбище вместе с родителями.

## Похожие статьи
Манцевич, Александр Васильевич